# Presură de munte
Presura de munte (Emberiza cia) este o pasăre parțial migratoare din familia emberizidelor (Emberizidae), ordinul paseriformelor (Passeriformes) care cuibărește în regiunile montane din Europa, Asia și nord-vestul Africii. Iarna populațiile din nord migrează spre sud. Cuibul este construit aproape de sol, între bolovani, crăpături de stânci și maluri pietroase. Are o talie de 16 cm. Masculul este cenușiu pe cap cu dungi negre și rare; gâtul este cenușiu; spinarea, abdomenul și târtița sunt brun-roșcate și tărcate; coada este întunecată cu margini albe. Femela are culorile mai șterse. Se hrănește cu semințe și insecte.
În România se întâlnește în ținuturile pietroase și cu grohotișuri din Carpați și Munții Dobrogei, cuibărind pe văile râurilor montane. Rămâne la noi și în sezonul rece. Iarna, coboară în văi adăpostite, unele păsări se retrag și spre sudul țării.